# Jan Kirchhoff
Jan Tilman Kirchhoff, född 1 oktober 1990 i Frankfurt am Main, är en tysk före detta fotbollsspelare.

## Spelarkarriär

### Sunderland
Den 7 januari 2016 värvades Kirchhoff av Sunderland, där han skrev på ett 1,5-årskontrakt. Kirchhoff lämnade klubben efter säsongen 2016/2017 då hans kontrakt gick ut.

### Magdeburg
Den 3 januari 2019 värvades Kirchhoff av Magdeburg, där han skrev på ett halvårskontrakt.

### Uerdingen 05
Den 14 juni 2019 värvades Kirchhoff av Uerdingen 05, där han skrev på ett tvåårskontrakt. Kirchhoff blev inför säsongsstarten utsedd av tränaren Heiko Vogel till klubbens lagkapten. Sommaren 2021 valde Kirchhoff att avsluta sin spelarkarriär.

## Tränarkarriär
I juli 2021 fick Kirchhoff en roll som assisterande tränare i VfB Stuttgarts U15-lag.